# Skinny Puppy
A Skinny Puppy egy 1982-ben alapított kanadai együttes, az indusztriális zene egyik meghatározó együttese.

## Története
A Skinny Puppyt Vancouverben alapította cEvin Key (eredeti nevén Kevin Crompton), aki az Images In Vogue nevű popegyüttes dobosaként kísérletezőbb hangzásról álmodozott. Hamarosan megismerkedett az együttes leendő frontemberével, Nivek Ogre-vel (eredeti nevén Kevin Ogilvie), akivel hasonló volt az érdeklődése: rajongtak a horrorfilmekért, és az elektronikus zenében is hasonló irányokat kerestek. Key hangokkal, hangszerekkel való kísérletezésből született zenéit később „hangszobrászatként” definiálta. 1984-es kazettájuk, a Back and Forth szerzői kiadásban látott napvilágot, de egy szerencsés véletlen folytán cEvin egyik barátja éppen akkoriban indította el Nettwerk nevű lemezkiadóját, így első EP-jük, a Remission is megjelenhetett ugyanebben az évben.
Első teljes hosszúságú lemezük, a Bites 1985-ben jelent meg. A kezdetekkor Bill Leeb, a Front Line Assembly későbbi alapítója is velük játszott (Wilhelm Schroeder néven), de az akkor még amatőr szintis soha nem volt a Skinny Puppy teljes jogú tagja, és 1986 közepén, a Mind: The Perpetual Intercourse című lemez munkálatai közben el is hagyta a zenekart.
Ekkor csatlakozott hozzájuk Dwayne Rudolph Goettel, aki gyakorlott billentyűs volt, és hamar a zenekar meghatározó elemévé vált. Ebben a felállásban (Dave ’Rave’ Ogilvie producerrel kiegészülve) olyan meghatározó lemezeket alkottak, mint a Cleanse Fold and Manipulate (1987), a VIVIsectVI (1988), a Rabies (1989), a Too Dark Park (1990) és a Last Rights (1992). 1985 és 1992 között hat alkalommal (1985, 1986, 1987, 1988, 1990, 1992) turnézták keresztül Észak-Amerikát és három alkalommal (1986, 1987, 1988) Európát.
1993-ban új kiadóhoz, az American Recordingshoz igazoltak, azzal a céllal, hogy megalkossák pályafutásuk legkiemelkedőbb lemezét, de a váltás sajnos nem várt eseményeket hozott magával. A kezdeti pozitív jelek ellenére nem értettek szót az új kiadóval, és az együttes tagjai közötti ellentétek is kiéleződtek. Az események tetőzéseképpen D.R. Goettel 1995-ben heroin-túladagolásban meghalt, így az 1996-ban megjelent The Process című lemezt nélküle voltak kénytelenek befejezni. A lemezkészítés körüli bonyodalmak és Dwayne halála a zenekar (ideiglenes) feloszlását eredményezték. Ezek után a két alapító tag különböző projecteken dolgozott tovább.
2000-ben, Drezdában német koncertszervezők megszállottságának köszönhetően egy koncert erejéig ismét összeállt cEvin és Ogre. Az emlékezetes eseményt a Doomsday: Back and Forth, Vol. 5: Live in Dresden című album örökítette meg. Már akkor felröppentek a hírek egy új lemezről, míg végül, 2004-ben véget ért a bizonytalanság: nyolc évvel a zenekar életében történt törés után megjelent a The Greater Wrong of the Right. A lemez megjelenését világ körüli turné követte. A torontói és montréali koncerteken készült felvételekből készült a 2005-ben kiadott The Greater Wrong of the Right LIVE című DVD.
A DVD-n szerepelt Morrison Information Warfare című dokumentumfilme is, mely az USA Irak ellen folytatott háborúival foglalkozott. 2005-ben európai turné következett, majd az együttes visszatért a stúdióba, hogy elkészítse tizenkettedik albumát, a Mythmakert, amely 2007 januárjában jelent meg. 2007 májusában elkezdődött a lemezhez kapcsolódó Mythrus című turné.
Zenéjüket meghatározó együttesekként a Kraftwerket, a Throbbing Gristle-t vagy a Legendary Pink Dotst szokták említeni. Az utóbbi kettő zenészeivel közös lemezeket is készítettek, de több más zenekarral is dolgoztak együtt (pl.: Ministry, Revolting Cocks, KMFDM, Pigface).
A Skinny Puppy mellett a tagok rengeteg egyéb projektben vettek részt:
aDuck (Dwayne), Download (cEvin, Dwayne, Philth, Mark Spybey), Cyberaktif (cEvin, Dwayne, Bill Leeb), Doubting Thomas (cEvin, Dwayne), Hilt (cEvin, Dwayne, Al Nelson, Rave, Ryan Moore), ohGr (Ogre, Mark Walk), Rx (Ogre, Martin Atkins), PlatEAU (Philth, cEvin, Anthony Valcic), The Tear Garden (Skinny Puppy és a Legendary Pink Dots).

## Diszkográfia

### Albumok
| Év   | Cím                             |
| ---- | ------------------------------- |
| 1983 | Back and Forth                  |
| 1984 | Remission                       |
| 1985 | Bites                           |
| 1986 | Mind: The Perpetual Intercourse |
| 1987 | Cleanse Fold and Manipulate     |
| 1988 | VIVIsectVI                      |
| 1989 | Rabies                          |
| 1990 | Too Dark Park                   |
| 1992 | Last Rights                     |
| 1996 | The Process                     |
| 1998 | Remix dystemper                 |
| 2002 | Puppy Gristle                   |
| 2004 | The Greater Wrong of the Right  |
| 2007 | Mythmaker                       |
| 2011 | HanDover                        |

### Kislemezek
| Év   | Cím              |
| ---- | ---------------- |
| 1986 | Dig It           |
| 1987 | Chainsaw         |
| 1987 | Stairs & Flowers |
| 1987 | Addiction        |
| 1988 | Censor           |
| 1989 | Testure          |
| 1989 | Tin Omen         |
| 1990 | Worlock          |
| 1990 | Tormentor        |
| 1991 | Spasmolytic      |
| 1992 | Inquisition      |
| 1992 | Love in Vein     |
| 1996 | Candle           |
| 2000 | Track 10         |
| 2007 | Politikil        |

### Válogatások
| Év   | Cím                               |
| ---- | --------------------------------- |
| 1987 | Bites and Remission               |
| 1987 | Remission & Bites                 |
| 1990 | Twelve Inch Anthology             |
| 1992 | Back and Forth Series 2           |
| 1996 | Brap: Back and Forth Series 3 & 4 |
| 1999 | The Singles Collect               |
| 1999 | B-Sides Collect                   |
| 2003 | Back and Forth Series 6           |
| 2007 | Back and Forth Series 7           |

### Koncertfelvételek
| Év   | Cím                                                |
| ---- | -------------------------------------------------- |
| 1987 | Ain't It Dead Yet?                                 |
| 2001 | Doomsday: Back and Forth Series 5: Live in Dresden |

### Videó, DVD
| Év   | Cím                             |
| ---- | ------------------------------- |
| 1987 | Ain't It Dead Yet?              |
| 1996 | Video Collection (1984–1992)    |
| 2005 | Greater Wrong of the Right LIVE |